# The Sunday Times (Perth)
The Sunday Times, de propriedade da News Corporation, é um jornal de domingo impresso em Perth, Austrália, e distribuído ao longo da Austrália Ocidental.
Fundado por Frederick Vosper na década de 1890, The Sunday Times tornou-se um veículo para o assédio das CY O'Connor e as propostas de Goldfields de abastecimento de água na década de 1890 até a sua morte por suicídio em 1902. Um inquérito do governo subseqüente encontrou qualquer justificação para a campanha contra Vosper O'Connor.
O jornal foi adquirido do espólio de James Vosper MacCallum Smith e Arthur Reid em 1901. Em 1912, MacCallum Smith tornou-se único proprietário e diretor, permanecendo nessa função até 1935, bem como sendo um membro da Assembléia Legislativa da Austrália Ocidental por 20 anos.
Para conter a demanda decrescente percebida para jornais e concorrência de rádio, televisão e notícias da Internet, The Sunday Times, fez adaptações no estilo e na apresentação, mas continua a ser um tablóide populista em vez de um jornal de registro. O status de monopólio garante circulação nacional para mostrar a sua extensidade e conteúdo, tornando-se, provavelmente, um dos jornais mais rentáveis na Austrália.
Em junho de 2006, The Sunday Times lançou PerthNow, uma apresentação online de notícias locais da News Corporation.